# COL23A1
COL23A1 (англ. Collagen type XXIII alpha 1 chain) — белок, который кодируется одноимённым геном, расположенным у людей на коротком плече 5-й хромосомы. Длина полипептидной цепи белка составляет 540 аминокислот, а молекулярная масса — 51 944.
Задействован в таких биологических процессах, как альтернативный сплайсинг, полиморфизм.
Локализованный в клеточной мембране, мембране.